# Gymnogeophagus meridionalis
Gymnogeophagus meridionalis es una especie de peces de la familia Cichlidae.

## Morfología
Los machos pueden llegar alcanzar los 8,8 cm de longitud total.

## Distribución geográfica
Se encuentran en Sudamérica: cuenca del río Uruguay (Uruguay y Brasil) y pequeños ríos de la vecina Argentina. 